# Maquinna
Maquinna (Maquilla, selten Muquinna) ist der Name einer ganzen Reihe von Nuu-chah-nulth-Häuptlingen, genauer der Mowachaht, die ihr Wohngebiet an der Westküste von Vancouver Island haben. Zwei von ihnen spielten für die Phase der ersten Kontakte zwischen den First Nations an der später kanadischen Pazifikküste und Europäern entscheidende Rollen.
Der Name bedeutet etwa Kieselbesitzer und wird heute mit M'okwina oder mukwina wiedergegeben.

## Der ältere Maquinna

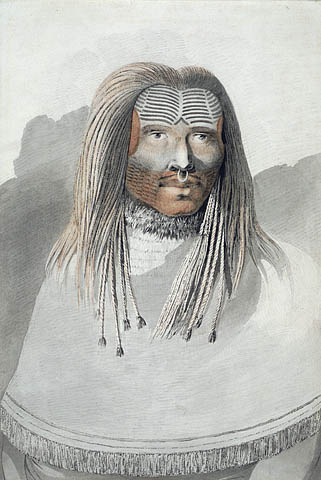
Angehöriger der Mowachaht, wie ihn John Webber, Captain Cooks Zeichner festhielt, James Cook: A Voyage to the Pacific Ocean, London 1784

Der erste überlieferte Vertreter dieses Namens erscheint ab 1778 in den Quellen, als James Cook an der Westküste von Vancouver Island landete. Sein zeremonieller Name, den sein Volk überwiegend benutzt haben dürfte, war Tsáhwasip, er wurde aber auch Yáhlua genannt. Er dürfte um 1758–1762 geboren worden sein, denn 1788 schätzte der Engländer John Meares sein Alter auf etwa 30 Jahre, Alejandro Malaspina schätzte ihn 1792 auf höchstens 30. Es scheint, als habe Maquinna um 1778 die Herrschaft von seinem Vater Anapù übernommen, was möglicherweise sein Geburtsjahr näher an 1758 rücken würde, womit er bei Beginn seiner Häuptlingschaft 20 Jahre alt gewesen wäre. Sein Vater war im Krieg gegen die Tlaumase ums Leben gekommen, woraufhin Maquinna einen Rachefeldzug führte.
Obwohl Spanier ab 1774 im Nootka Sound auftauchten, kam erst James Cook (mehr als einen Monat lang) in näheren Kontakt mit den Küstenbewohnern. Ob er schon mit Maquinna verhandelte, ist unklar, er selbst überliefert den Namen des Häuptlings nicht. In der mündlichen Tradition des Stammes wurde Cook von Maquinna jedoch empfangen. Jedenfalls erhielt Cook Seeotterfelle, die seine Mannschaft später in China mit hohem Gewinn verkaufte. Der Sommeraufenthaltsort der Mowachaht, Yuquot, wurde später zum ersten Pelzhandelszentrum an der Westküste Nordamerikas. Im Winter wohnten die Mowachaht in Tahsis.

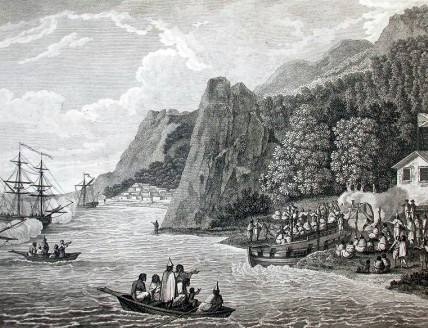
John Meares' Schiff wird im Nootka Sound von Mowachaht empfangen

Die nächste Expedition, geführt von dem britischen Kapitän James Hanna, erreichte die Region erst sieben Jahre nach Cook. Offenbar beleidigte Hanna den Häuptling schwer, so dass die Mowachaht im August 1785 sein Schiff angriffen, wenn auch ohne Erfolg. Trotz dieser schlechten Erfahrungen lockte der Handel mit Otterfellen in den nächsten Jahren zunehmend Händlerschiffe zum Nootka Sound. Maquinna trieb 1788 mit dem britischen Kapitän John Meares Handel und gestattete ihm sogar den Bau einer kleinen Niederlassung. Meares beschreibt den Häuptling als von mittlerer Größe und einnehmendem Auftreten.
Am 16. Mai 1788 schrieb er, es „fuhr eine Reihe von Kanus in die kleine Bucht, mit Maquilla (so nennt Meares den Häuptling) und Callicum; sie bewegten sich in großer Parade um das Schiff, während sie ein angenehmes Lied sangen mit einer wohlklingenden Melodie: – es waren zwölf dieser Kanus, jedes mit ungefähr achtzehn Mann, der überwiegende Teil in Kleidern aus schönsten Seeotterhäuten, die sie vom Hals bis zu den Knöcheln einhüllten. Ihr Haar war mit weißem Daunen gleichsam gepudert, und ihre Gesichter mit rotem und schwarzem Ocker bedeckt, in der Form eines Haikiefers und einer Art Spirallinie, was sie äußerst wild aussehen ließ. In den meisten Booten waren auf jeder Seite acht Ruderer und ein einziger Mann stand im Heck. Der Häuptling besetzte einen Platz in der Mitte, und war zusätzlich durch eine hohe Haube unterschieden...mit einem kleinen Büschel aus Federn … Der Chor war … äußerst korrekt in Zeit und Tonlage, keine Dissonanz war zu hören. Manchmal machten sie einen plötzlichen Übergang vom hohen zum tiefen Ton...“ Offenbar im Rhythmus ihres Gesangs „schlugen sie mit ihren Rudern gegen das Dollbord des Boots. Am Ende jedes Verses zeigten sie mit ausgestreckten Armen nach Norden und Süden und senkten dabei feierlich ihre Stimmen.“
Maquinna verstand die Regeln des Handels schnell. So spielte er die Angebote der Spanier, Briten und US-Amerikaner gegeneinander aus, um bessere Preise zu erzielen. Darüber hinaus hielt er konkurrierende Stämme vom Handel fern, setzte sogar durch, dass alle Pelze durch seine Hand, bzw. die seiner Leute gehen mussten. Um 1792 führte er ein kleines Handelsimperium zusammen mit den Kwakwaka'wakw an der Mündung des Nimpkish River. Der Pelzhändler John Hoskins berichtet von beachtlichen Gewinnen. Nur die benachbarte Stammeskonföderation unter Wickaninnish betrieb in dieser Region selbstständig Pelzhandel.

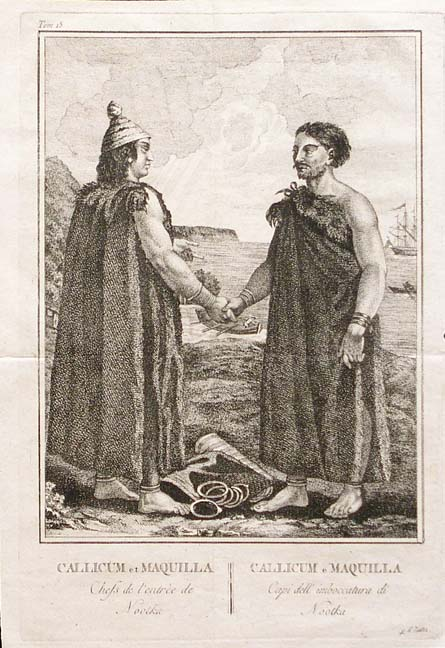
Maquinna und sein „Bruder“ Callicut, John Meares 1796

Dabei musste Maquinna ständig im spanisch-britischen Konflikt lavieren. Als im Mai 1789 eine spanische Flotte unter Esteban José Martínez den Nootka Sound für den spanischen König beanspruchte und englische Händler verhaftete, entschied sich Maquinnas Konkurrent und Verwandter Callicum am 13. Juli, zum Schiff des Spaniers zu rudern, um zu verhandeln. Doch wurde er von einem Spanier erschossen. Offenbar hatte Maquinna Schwierigkeiten mit indianischen Rivalen und musste sich daher schon im August und September wieder auf Verhandlungen einlassen. Er sagte zu, den spanischen Handelsposten zu schützen.
Francisco de Eliza erreichte als nächster Yuquot im April 1790. Die Indianer mieden den Kontakt, Eliza ließ ein Dorf plündern, um an Holz für seine Schiffe zu kommen.
Der Händler James Colnett – er war 1788/89 Mitbegründer der Associated Merchants Trading to the Northwest Coast of America, die im Pelzhandel tätig war und fünf oder sechs Schiffe unterhielt –, der im Januar 1791 Yuquot anlief, versuchte am 2. März Maquinna für die britische Sache zu gewinnen. Er hatte zwei Jahre zuvor zwei Schiffe mitsamt Mannschaft an die Spanier verloren. Derweil drohte Eliza mit der sofortigen Zerstörung des Ortes, wenn sich die angeblichen Akte des Kannibalismus wiederholen würden. Maquinna beugte sich dem Druck und fand sich im August bereit, das Land bei Yuquot an die Spanier abzutreten. Trotzdem gelang es den Briten (und den 29 aus Macau mitgebrachten Chinesen) rund tausend Seeotterfelle zu bekommen, die er für fast 10.000 Pfund in England verkaufte.

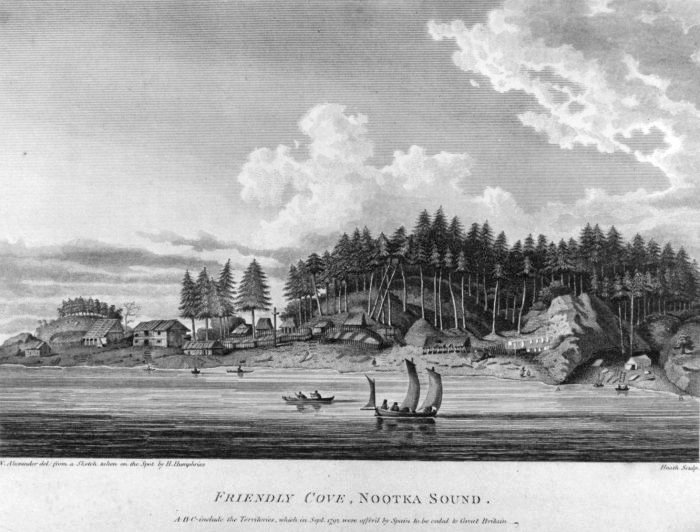
Dorf am Nootka Sound, George Vancouver: A Voyage of Discovery to the North Pacific Ocean and Round the World, Band I, Abb. VII

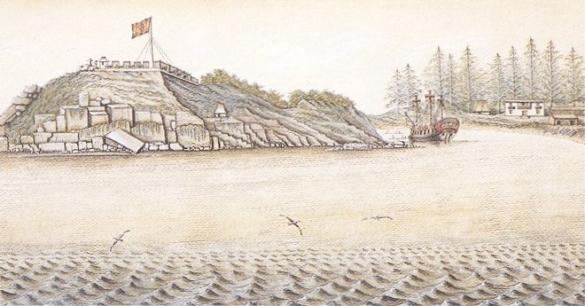
Das spanische Fort San Miguel

Durch den spanischen Vizekönig Revilla Gigedo änderte sich die Haltung der Regierung gegenüber den Indianern grundlegend. Er forderte von seinen Offizieren einen freundlichen Umgang mit ihnen und verlangte, dass die Mannschaften entsprechend überwacht würden. Waffen sollten nur in Notwehr eingesetzt, Diebstähle streng geahndet werden. Jede schlechte Behandlung verstoße gegen die Menschlichkeit. Gleichzeitig sollte dieses Vorgehen die spanische Herrschaft stabilisieren.
Als 1792 Juan Francisco de la Bodega y Quadra in Yuquot ankam, und wenig später George Vancouver, drohte Maquinna zwischen die beiden Seemächte zu geraten. Quadra folgte seiner Einladung zu einem Potlatch und beantwortete diese freundliche Geste mit einer Einladung zu einem Mahl in seinem Haus. Dazu lud er ihn immer wieder ein, bot ihm den ehrenvollsten Platz an und ließ es sich nicht nehmen, ihn selbst zu bedienen, womit er Maquinnas Ansehen bewusst erhöhte. Maquinna erkannte, dass solcherlei ehrende Gesten nur ihm zukamen. So lud er Quadra nach Coopti ein, wo er die einsetzende Pubertät seiner Tochter Apenas feiern wollte. Während der vier Monate, in denen sich Quadra in seinem Wirkungsbereich aufhielt, verhinderte er auf diplomatisch geschicktem Weg einen Aufstand unter Führung von Wickaninnish und Tatoosh, dem Häuptling der Ahousaht. Auch besuchte er Häuptlinge und Unterhäuptlinge und sparte nicht mit Geschenken, wie Muscheln und vor allem Kupfer, das sehr begehrt war. Auch zu Maquinnas Gegner Tlupananutl, dem Häuptling auf Bligh Island und im Tlupana Inlet, sowie zu Quiocomasia, dem Führer der Ehatteshaht, unterhielt er freundliche Beziehungen, auch wenn die mündliche Tradition von Übergriffen und Tötungen weiß, die von den Mannschaften ausgingen. Sie waren erst der Auslöser für die Pläne von Wickaninnish und Tatoosh, die Spanier anzugreifen, doch Quadra konnte Hanna und Tatoosh, die Maquinna zu einem Besuch überredet hatte, von seinen lauteren Absichten überzeugen. Quadra und Maquinna stützten sich gegenseitig, oder, wie Maquinna es ausdrückte: „Maquinna ist das gleiche wie Quadra und Quadra ist das gleiche wie Maquinna.“
Als ein spanischer Kombüsenjunge von 14 Jahren ermordet aufgefunden wurde, verdächtigten die meisten Maquinna, doch Quadra weigerte sich, ihn gefangensetzen zu lassen und bat stattdessen den Häuptling, den Schuldigen zu finden. Dabei sicherte er sich beim Vizekönig ab, ob dieses Verfahren angemessen sei, dieser wiederum erhielt von Minister Aranda aus Madrid später die Zustimmung.
Selbst George Vancouver erkannte den Erfolg Quadras an und staunte über die Wirkung seiner Person. Captain Hanna, der versuchte, die Spanier abzudrängen, musste seinen Plan, zusammen mit ihnen einen Aufstand zu initiieren, aufgeben, weil sie eher Quadra vertrauten, der der Politik seines Vizekönigs folgte. „Diese Leute können niemals erwarten einen besseren Freund unter sich zu finden, als Don Quadra“, bemerkte der amerikanische Pelzhändler Joseph Ingraham. „Nichts kann seine Aufmerksamkeit und Freundlichkeit ihnen gegenüber überbieten, und sie alle scheinen dies zu spüren, und sie alle mögen ihn.“ Als Bodega Nootka Sound im September verließ, war Yuquot immer noch spanisch. Quadra kündigte Maquinna persönlich seine Abreise an und musste ihn trösten. Maquinna war offenbar entsetzt, als Quadra ihm mitteilte, sein Nachfolger sei Salvador Fidalgo, mit dem der Häuptling schlechte Erfahrungen gemacht hatte. Er musste warten, bis die Spanier abzogen. Erst im März 1795 gaben beide Länder Nootka Sound auf, nachdem London Madrid diplomatisch massiv unter Druck gesetzt hatte. Im September, so berichtet Charles Bishop, stand in Yuquot nur noch eine Indianersiedlung. Die Handelsstation war abgerissen worden.
Wenig später erkrankte Maquinna an einem Fieber und starb. Wann genau ist nicht bekannt.

## Der jüngere Maquinna
Der Pelzhandel war schnell Teil eines großen Dreieckshandels zwischen Europa, dem Pelzhandel in China und Nordwestamerika geworden. Die Europäer fuhren mit Metallen und allem, was nach den (zu diesem Zweck publizierten) Journals der vorangehenden Seefahrten als unter den „Wilden“ begehrt bekannt wurde, zum Nootka Sound. Dort nahmen sie im Tausch Otterpelze und Biberpelze an Bord und verkauften diese wiederum in Ostasien, vor allem im portugiesischen Macao vor der südchinesischen Küste. Mit den enormen Gewinnen erwarben sie dort Porzellan, Seide und andere chinesische Waren, die in Europa äußerst begehrt waren.
Um den Handel tätigen zu können, brauchte man bald Dolmetscher. So entwickelte sich in diesem Dreieckshandel eine Händlersprache mit wenigen hundert Vokabeln, das Chinook. Schon Meares berichtet, dass das Sprachengemisch ihres Dolmetschers nur noch schwer verständlich war, denn es bestand aus zahlreichen chinesischen, englischen, spanischen Wörtern, aber auch aus Wörtern der Chinook und der Nuu-chah-nulth.
Dennoch war der Einfluss der europäischen Besucher zunächst überwiegend bei den wenigen Stämmen spürbar, die den Pelzhandel zu monopolisieren versuchten. Andere Indianer hatten noch nie einen Europäer zu Gesicht bekommen. So betasteten noch 1804 die Mitglieder eines dem jüngeren Maquinna verbündeten Stammes (der Ehatteshaht) den wohl ersten hellhäutigen und in seltsame Kleider gehüllten Besucher mit unverhohlenem Erstaunen. Sein Name war John R. Jewitt. Seiner zweijährigen Gefangenschaft verdanken wir viele Details aus dem Leben und der Mentalität, den Sitten und der Sprache eines der Nuu-chah-nult-Stämme, den Mowachaht, und ihrer Nachbarn. John R. Jewitt, den die Indianer Chúwín (John) nannten, fiel in die Hände der Mowachaht, als 1803 ein Schiff unter Führung von Kapitän John Salter vor der Küste der später Vancouver Island genannten Insel lag.
Als im März dieses Jahres das Pelzhändlerschiff Boston mehrere Tage im Nootka Sound lag, kam es zwischen Kapitän Salter und Maquinna zum Streit über ein defektes Gewehr. Salter, dem offenbar nicht bewusst war, dass Maquinna hinreichend Englisch verstand, beleidigte den Häuptling schwer. Die Indianer griffen das Schiff am 12. März überraschend an. Die einzigen, die den Angriff überlebten, waren John R. Jewitt, der sich als Schmied mit Waffen auskannte, und der daher für den Häuptling sehr wichtig war, sowie der Segelmacher John Thompson – wobei Letzterer nur dadurch am Leben blieb, dass der 20-jährige Jewitt behauptete, er sei sein Vater.
Jewitt und Thompson verbrachten die nächsten beiden Jahre als Sklaven Maquinnas. Während jedoch Thompson jede Verständigung mit „den Wilden“ ablehnte, arrangierte sich Jewitt und lernte sogar ihre Sprache mit großem Erfolg. Vor allem aber stellte er Dolche für Maquinna her, oder reparierte Gewehre.
Sein Journal sollte 1807 in Boston veröffentlicht werden. Hierin wird beispielsweise erkennbar, dass der jährliche Umzug von Tahsis in das weiter landeinwärts gelegene Yuquot, um dort zu überwintern, und um Fleisch und Beeren zu erlangen, weiterbestand. 1815 publizierte er eine stärker an der Literatur der Zeit ausgerichtete, neue Version, in der sich deutlich sein Bedürfnis nach Distanz zu den „Wilden“ erkennen lässt. Zugleich werden die Nuu-chah-nulth als eine Art Adelsgesellschaft dargestellt, in der die Häuptlinge und ihre Häuser als besonders reinlich, in ihren Sitten weniger „wild“, in ihrer Erscheinung edler und schöner, in ihrer Moral gefestigter dargestellt werden. Dies dürfte nicht zum geringsten auf Jewitts Ghostwriter zurückzuführen sein, der eher monarchistische Vorstellungen pflegte. Folgerichtig bleiben die einfachen Stammesangehörigen und Sklaven – analog zu den europäischen Gesellschaften – grundsätzlich namenlos, und sie werden als unberechenbar, brutal oder kindisch präsentiert.
Während dieser Zeit florierte der Pelzhandel weiterhin ungemein, und Maquinna konnte so an zahlreiche Gewehre gelangen. Er war 1803 so reich, dass er bei einem Potlatch beispielsweise 200 Musketen verschenkte. Auch machte sein weißer Sklave bei den Stämmen, die keinen direkten Kontakt zu Europäern hatten, großen Eindruck. Jewitt stellte für ihn eine Harpune aus Stahl her, die Maquinna augenblicklich zu einem ausschließlichen Privileg des Häuptlings erhob, das kein anderer erwerben durfte.
Doch die Tatsache, dass die Pelzhändler den Nootka Sound nach dem Überfall aus Misstrauen lange mieden, trug dem Häuptling bald viel Feindschaft von Seiten der anderen Stämme ein, deren Häuptlinge ihr Prestige und möglicherweise auch ihre Macht gefährdet sahen. Das galt nach Jewitt insbesondere für die benachbarten „Kla-oo-quates“, die Tla-o-qui-aht also. Sie versuchten sogar in den Tagen zwischen dem 13. und dem 16. Mai 1804 ihn und seine Familie (dazu die beiden weißen Sklaven) umzubringen. Thompson und Jewitt haben diesen Anschlag jedoch nach Jewitts Aussage verhindert. Selbst Maquinnas Bruder versuchte eine Rebellion und plante, ihn und seine weißen Sklaven zu beseitigen. Die beiden Männer waren also selbst zu einem Zankapfel geworden, und ihre technischen Fertigkeiten wollten sich verschiedene Aspiranten sichern. Doch nicht nur vonseiten der Indianer musste Maquinna Gewalt fürchten, sondern auch Rache für den Überfall auf die Boston. Seine Position wurde noch mehr geschwächt, als in der Walfangsaison zwischen Ende Februar und Mai nur vier Wale gefangen wurden, was für die 1500 Menschen seines Stammes bei Weitem nicht ausreichte.
Maquinna gestattete seinen weißen Sklaven, sich zu bewaffnen, und sich gegen Beleidigungen notfalls mit Gewalt zur Wehr zu setzen. Auch versuchte er, seinem Gefangenen zu erklären, wie es zu dem Überfall auf ihr Schiff und das Massaker an der Besatzung gekommen war. Der „König“, wie ihn Jewitt nannte, war schon früher sehr schlecht behandelt worden. So hatte schon ein Kapitän Tawnington seine Abwesenheit (er war zu dieser Zeit auf Brautschau bei Häuptling Wickaninnish gewesen) genutzt, um in sein Haus einzudringen, die 40 besten Otterfelle zu stehlen, und die wenigen Zurückgebliebenen – vor allem Frauen – zu überwältigen. Gleichzeitig wurden vier Häuptlinge von dem spanischen Kapitän Martinez brutal ermordet. Wenig später (1785) beschoss Hanna, damals Kapitän der Sea Otter, wegen eines Diebstahls die voll besetzten Kanus und tötete dabei 20 Männer. Maquinna selbst gelang dabei die Flucht nur durch einen Sprung vom Quarterdeck und sehr langes Tauchen. Wären diese Ereignisse nicht gewesen, hätte er nicht Rache nehmen müssen, und wenn der Kapitän ihn nicht beleidigt hätte, wären die Beziehungen weiterhin freundlich geblieben.
Ende Juli begann ein Krieg mit 40 Kanus (mit jeweils 10 bis 20 Mann Besatzung) gegen die 80 km weiter südlich siedelnden „A-y-charts“. Ihr Dorf, das aus 15 oder 16 Häusern bestand, wurde im Schlaf überrascht, die Überlebenden wurden versklavt. Jewitt erhielt vier Sklaven zugesprochen, die für seinen Lebensunterhalt zu sorgen hatten.
Sowohl der Stamm unter Führung des Häuptlings Wickaninnish, als auch der der „Kla-iz-zarts“ versuchten nun, Maquinna den Waffenmacher Jewitt abzukaufen. Doch Maquinna wollte ihn behalten. Immerhin erreichte mit der Hilfe des letzteren – eines Häuptlings namens Ulatilla – ein Brief Jewitts eines der Schiffe, die sich noch in die Gegend wagten. Es war jenes Schiff Lydia, das ihn letztlich in seine Heimat bringen sollte. Doch Jewitt wusste zunächst nichts von der erfolgreichen Übergabe des Briefes.
Maquinna verheiratete Jewitt mit der einzigen Tochter des Häuptlings der weit im Norden lebenden „Ai-tiz-zart“ (Ehatteshaht) (weil Jewitt keine aus seinem Stamm wollte), und die neue Familie zog in eine eigene Nische in Maquinnas Haus – wobei Maquinnas Sohn, Sat-sat-sok-sis, auf seine Bitte zu ihnen zog. Thompson lebte als Jewitts „Vater“ ebenfalls bei ihm und seiner 17-jährigen Frau Eu-stoch-ee-exqua. Sie sollte Jewitt bald ein Kind schenken. Ob Maquinna hierin eine Möglichkeit sah, die Ehatteshaht stärker an sich zu binden, oder ob er wirklich freundschaftliche Gefühle für Jewitt hegte, bleibt unklar.
Das genannte Schiff, die Lydia, die am 19. Juli 1805 vor der Küste auftauchte, hatte den Brief von Jewitt bereits bekommen – der einzige von 16 Briefen, die er geschrieben hatte, der bei einem der Schiffsführer angekommen war, von denen er während seiner zweijährigen Gefangenschaft gehört hatte -. Der Kapitän der Lydiakannte die Situation. Maquinna, der davon nichts ahnte, wollte unbedingt die ersehnte Gelegenheit wahrnehmen, mit dem Kapitän Kontakt aufzunehmen, um (endlich wieder?) Felle verkaufen zu können. So bat er Jewitt, ihm eine Art Empfehlungsschreiben aufzusetzen. Doch der schrieb etwas ganz anderes, als der Häuptling erbeten hatte. Hill, der Kapitän der Lydia nahm Maquinna – im Brief Jewitts dazu aufgefordert – als Geisel, um ihn gegen Jewitt und Thompson auszutauschen. Maquinna, der Jewitt vorher noch eindringlich gefragt hatte, ob er ihn belügen würde, wurde abermals enttäuscht.
Sein Sohn und seine Frau mussten Jewitt bitten, für seine Freilassung zu sorgen. Nachdem alles, was der Stamm noch vom Raub der Boston in Besitz hatte, ausgeliefert worden war, ließ Kapitän Hill den Häuptling tatsächlich frei.
Der Freundschaft zwischen Maquinna und Jewitt scheint dieser Vorgang keinen Abbruch getan zu haben. Der Tjeeh oder König hielt alle greifbaren Felle zurück und handelte nur über Jewitt mit Kapitän Hill. Auch versprach er, für Jewitts inzwischen fünf Monate alten Sohn zu sorgen.
Dieser Akt der Geiselnahme scheint dennoch letztlich das Ansehen des Häuptlings zerstört zu haben. Als Camille de Roquefeuil 1817 im Nootka Sound ankam, war die Vormacht der Mowachaht offenbar gebrochen. Der Pelzhandel hatte seinen Schwerpunkt verlagert, die Zahl der Fischotter war dramatisch zurückgegangen, der Stamm war verarmt. Irgendwann um diese Zeit muss Maquinna gestorben sein.

## Ehrungen und Nachwirkung

### Namensträger
Nach Maquinna wurden der Maquinna Marine Provincial Park und der unterseeische Schlammvulkan Maquinna in der Nootka-Verwerfungszone benannt, der etwa 30 Meter aus dem Meer herausragt, außerdem eine Chief Maquinna Elementary School in Vancouver sowie weitere Einrichtungen.

### Münzen
Maquinnas wurde im Jahr 1978 auf einer Gedenkmünze abgebildet. Die Aufschrift der Münze lautet: Port Alberni B.C. - 1760 - 1825 - Chief Maquinna. Auf dem Revers ist James Cook abgebildet, mit der Umschrift: Bicentennial 1778-1978 - 1729 - 1779 - Captain Cook.